# Beercan
Beercan è un brano musicale del cantautore statunitense Beck, pubblicato nel 1994. Si tratta del terzo singolo estratto dall'album Mellow Gold.

## Tracce
1. Beercan - 4:01
2. Got No Mind - 4:22
3. Asskiss Powergrudge (Payback! '94) - 3:06
4. Totally Confused - 3:28
5. Spanking Room - 9:07  
  - Contiene Loser (Pseudo-Muzak Version) come traccia nascosta dal minuto 5:41.

## Il video
Il video di Beercan è stato diretto da Steve Hanft.